# Mat pur
|   | a | b | c | d | e | f | g | h |   |
| 8 | b8 negres torre · f8 negres rei · g8 negres torre · a7 negres peó · b7 negres alfil · c7 negres peó · d7 blanques alfil · e7 blanques alfil · f7 negres peó · h7 negres peó · b6 negres alfil · f6 blanques peó · c3 blanques peó · f3 negres dama · a2 blanques peó · f2 blanques peó · g2 blanques peó · h2 blanques peó · d1 blanques torre · g1 blanques rei | b8 negres torre · f8 negres rei · g8 negres torre · a7 negres peó · b7 negres alfil · c7 negres peó · d7 blanques alfil · e7 blanques alfil · f7 negres peó · h7 negres peó · b6 negres alfil · f6 blanques peó · c3 blanques peó · f3 negres dama · a2 blanques peó · f2 blanques peó · g2 blanques peó · h2 blanques peó · d1 blanques torre · g1 blanques rei | b8 negres torre · f8 negres rei · g8 negres torre · a7 negres peó · b7 negres alfil · c7 negres peó · d7 blanques alfil · e7 blanques alfil · f7 negres peó · h7 negres peó · b6 negres alfil · f6 blanques peó · c3 blanques peó · f3 negres dama · a2 blanques peó · f2 blanques peó · g2 blanques peó · h2 blanques peó · d1 blanques torre · g1 blanques rei | b8 negres torre · f8 negres rei · g8 negres torre · a7 negres peó · b7 negres alfil · c7 negres peó · d7 blanques alfil · e7 blanques alfil · f7 negres peó · h7 negres peó · b6 negres alfil · f6 blanques peó · c3 blanques peó · f3 negres dama · a2 blanques peó · f2 blanques peó · g2 blanques peó · h2 blanques peó · d1 blanques torre · g1 blanques rei | b8 negres torre · f8 negres rei · g8 negres torre · a7 negres peó · b7 negres alfil · c7 negres peó · d7 blanques alfil · e7 blanques alfil · f7 negres peó · h7 negres peó · b6 negres alfil · f6 blanques peó · c3 blanques peó · f3 negres dama · a2 blanques peó · f2 blanques peó · g2 blanques peó · h2 blanques peó · d1 blanques torre · g1 blanques rei | b8 negres torre · f8 negres rei · g8 negres torre · a7 negres peó · b7 negres alfil · c7 negres peó · d7 blanques alfil · e7 blanques alfil · f7 negres peó · h7 negres peó · b6 negres alfil · f6 blanques peó · c3 blanques peó · f3 negres dama · a2 blanques peó · f2 blanques peó · g2 blanques peó · h2 blanques peó · d1 blanques torre · g1 blanques rei | b8 negres torre · f8 negres rei · g8 negres torre · a7 negres peó · b7 negres alfil · c7 negres peó · d7 blanques alfil · e7 blanques alfil · f7 negres peó · h7 negres peó · b6 negres alfil · f6 blanques peó · c3 blanques peó · f3 negres dama · a2 blanques peó · f2 blanques peó · g2 blanques peó · h2 blanques peó · d1 blanques torre · g1 blanques rei | b8 negres torre · f8 negres rei · g8 negres torre · a7 negres peó · b7 negres alfil · c7 negres peó · d7 blanques alfil · e7 blanques alfil · f7 negres peó · h7 negres peó · b6 negres alfil · f6 blanques peó · c3 blanques peó · f3 negres dama · a2 blanques peó · f2 blanques peó · g2 blanques peó · h2 blanques peó · d1 blanques torre · g1 blanques rei | 8 |
| 7 | b8 negres torre · f8 negres rei · g8 negres torre · a7 negres peó · b7 negres alfil · c7 negres peó · d7 blanques alfil · e7 blanques alfil · f7 negres peó · h7 negres peó · b6 negres alfil · f6 blanques peó · c3 blanques peó · f3 negres dama · a2 blanques peó · f2 blanques peó · g2 blanques peó · h2 blanques peó · d1 blanques torre · g1 blanques rei | b8 negres torre · f8 negres rei · g8 negres torre · a7 negres peó · b7 negres alfil · c7 negres peó · d7 blanques alfil · e7 blanques alfil · f7 negres peó · h7 negres peó · b6 negres alfil · f6 blanques peó · c3 blanques peó · f3 negres dama · a2 blanques peó · f2 blanques peó · g2 blanques peó · h2 blanques peó · d1 blanques torre · g1 blanques rei | b8 negres torre · f8 negres rei · g8 negres torre · a7 negres peó · b7 negres alfil · c7 negres peó · d7 blanques alfil · e7 blanques alfil · f7 negres peó · h7 negres peó · b6 negres alfil · f6 blanques peó · c3 blanques peó · f3 negres dama · a2 blanques peó · f2 blanques peó · g2 blanques peó · h2 blanques peó · d1 blanques torre · g1 blanques rei | b8 negres torre · f8 negres rei · g8 negres torre · a7 negres peó · b7 negres alfil · c7 negres peó · d7 blanques alfil · e7 blanques alfil · f7 negres peó · h7 negres peó · b6 negres alfil · f6 blanques peó · c3 blanques peó · f3 negres dama · a2 blanques peó · f2 blanques peó · g2 blanques peó · h2 blanques peó · d1 blanques torre · g1 blanques rei | b8 negres torre · f8 negres rei · g8 negres torre · a7 negres peó · b7 negres alfil · c7 negres peó · d7 blanques alfil · e7 blanques alfil · f7 negres peó · h7 negres peó · b6 negres alfil · f6 blanques peó · c3 blanques peó · f3 negres dama · a2 blanques peó · f2 blanques peó · g2 blanques peó · h2 blanques peó · d1 blanques torre · g1 blanques rei | b8 negres torre · f8 negres rei · g8 negres torre · a7 negres peó · b7 negres alfil · c7 negres peó · d7 blanques alfil · e7 blanques alfil · f7 negres peó · h7 negres peó · b6 negres alfil · f6 blanques peó · c3 blanques peó · f3 negres dama · a2 blanques peó · f2 blanques peó · g2 blanques peó · h2 blanques peó · d1 blanques torre · g1 blanques rei | b8 negres torre · f8 negres rei · g8 negres torre · a7 negres peó · b7 negres alfil · c7 negres peó · d7 blanques alfil · e7 blanques alfil · f7 negres peó · h7 negres peó · b6 negres alfil · f6 blanques peó · c3 blanques peó · f3 negres dama · a2 blanques peó · f2 blanques peó · g2 blanques peó · h2 blanques peó · d1 blanques torre · g1 blanques rei | b8 negres torre · f8 negres rei · g8 negres torre · a7 negres peó · b7 negres alfil · c7 negres peó · d7 blanques alfil · e7 blanques alfil · f7 negres peó · h7 negres peó · b6 negres alfil · f6 blanques peó · c3 blanques peó · f3 negres dama · a2 blanques peó · f2 blanques peó · g2 blanques peó · h2 blanques peó · d1 blanques torre · g1 blanques rei | 7 |
| 6 | b8 negres torre · f8 negres rei · g8 negres torre · a7 negres peó · b7 negres alfil · c7 negres peó · d7 blanques alfil · e7 blanques alfil · f7 negres peó · h7 negres peó · b6 negres alfil · f6 blanques peó · c3 blanques peó · f3 negres dama · a2 blanques peó · f2 blanques peó · g2 blanques peó · h2 blanques peó · d1 blanques torre · g1 blanques rei | b8 negres torre · f8 negres rei · g8 negres torre · a7 negres peó · b7 negres alfil · c7 negres peó · d7 blanques alfil · e7 blanques alfil · f7 negres peó · h7 negres peó · b6 negres alfil · f6 blanques peó · c3 blanques peó · f3 negres dama · a2 blanques peó · f2 blanques peó · g2 blanques peó · h2 blanques peó · d1 blanques torre · g1 blanques rei | b8 negres torre · f8 negres rei · g8 negres torre · a7 negres peó · b7 negres alfil · c7 negres peó · d7 blanques alfil · e7 blanques alfil · f7 negres peó · h7 negres peó · b6 negres alfil · f6 blanques peó · c3 blanques peó · f3 negres dama · a2 blanques peó · f2 blanques peó · g2 blanques peó · h2 blanques peó · d1 blanques torre · g1 blanques rei | b8 negres torre · f8 negres rei · g8 negres torre · a7 negres peó · b7 negres alfil · c7 negres peó · d7 blanques alfil · e7 blanques alfil · f7 negres peó · h7 negres peó · b6 negres alfil · f6 blanques peó · c3 blanques peó · f3 negres dama · a2 blanques peó · f2 blanques peó · g2 blanques peó · h2 blanques peó · d1 blanques torre · g1 blanques rei | b8 negres torre · f8 negres rei · g8 negres torre · a7 negres peó · b7 negres alfil · c7 negres peó · d7 blanques alfil · e7 blanques alfil · f7 negres peó · h7 negres peó · b6 negres alfil · f6 blanques peó · c3 blanques peó · f3 negres dama · a2 blanques peó · f2 blanques peó · g2 blanques peó · h2 blanques peó · d1 blanques torre · g1 blanques rei | b8 negres torre · f8 negres rei · g8 negres torre · a7 negres peó · b7 negres alfil · c7 negres peó · d7 blanques alfil · e7 blanques alfil · f7 negres peó · h7 negres peó · b6 negres alfil · f6 blanques peó · c3 blanques peó · f3 negres dama · a2 blanques peó · f2 blanques peó · g2 blanques peó · h2 blanques peó · d1 blanques torre · g1 blanques rei | b8 negres torre · f8 negres rei · g8 negres torre · a7 negres peó · b7 negres alfil · c7 negres peó · d7 blanques alfil · e7 blanques alfil · f7 negres peó · h7 negres peó · b6 negres alfil · f6 blanques peó · c3 blanques peó · f3 negres dama · a2 blanques peó · f2 blanques peó · g2 blanques peó · h2 blanques peó · d1 blanques torre · g1 blanques rei | b8 negres torre · f8 negres rei · g8 negres torre · a7 negres peó · b7 negres alfil · c7 negres peó · d7 blanques alfil · e7 blanques alfil · f7 negres peó · h7 negres peó · b6 negres alfil · f6 blanques peó · c3 blanques peó · f3 negres dama · a2 blanques peó · f2 blanques peó · g2 blanques peó · h2 blanques peó · d1 blanques torre · g1 blanques rei | 6 |
| 5 | b8 negres torre · f8 negres rei · g8 negres torre · a7 negres peó · b7 negres alfil · c7 negres peó · d7 blanques alfil · e7 blanques alfil · f7 negres peó · h7 negres peó · b6 negres alfil · f6 blanques peó · c3 blanques peó · f3 negres dama · a2 blanques peó · f2 blanques peó · g2 blanques peó · h2 blanques peó · d1 blanques torre · g1 blanques rei | b8 negres torre · f8 negres rei · g8 negres torre · a7 negres peó · b7 negres alfil · c7 negres peó · d7 blanques alfil · e7 blanques alfil · f7 negres peó · h7 negres peó · b6 negres alfil · f6 blanques peó · c3 blanques peó · f3 negres dama · a2 blanques peó · f2 blanques peó · g2 blanques peó · h2 blanques peó · d1 blanques torre · g1 blanques rei | b8 negres torre · f8 negres rei · g8 negres torre · a7 negres peó · b7 negres alfil · c7 negres peó · d7 blanques alfil · e7 blanques alfil · f7 negres peó · h7 negres peó · b6 negres alfil · f6 blanques peó · c3 blanques peó · f3 negres dama · a2 blanques peó · f2 blanques peó · g2 blanques peó · h2 blanques peó · d1 blanques torre · g1 blanques rei | b8 negres torre · f8 negres rei · g8 negres torre · a7 negres peó · b7 negres alfil · c7 negres peó · d7 blanques alfil · e7 blanques alfil · f7 negres peó · h7 negres peó · b6 negres alfil · f6 blanques peó · c3 blanques peó · f3 negres dama · a2 blanques peó · f2 blanques peó · g2 blanques peó · h2 blanques peó · d1 blanques torre · g1 blanques rei | b8 negres torre · f8 negres rei · g8 negres torre · a7 negres peó · b7 negres alfil · c7 negres peó · d7 blanques alfil · e7 blanques alfil · f7 negres peó · h7 negres peó · b6 negres alfil · f6 blanques peó · c3 blanques peó · f3 negres dama · a2 blanques peó · f2 blanques peó · g2 blanques peó · h2 blanques peó · d1 blanques torre · g1 blanques rei | b8 negres torre · f8 negres rei · g8 negres torre · a7 negres peó · b7 negres alfil · c7 negres peó · d7 blanques alfil · e7 blanques alfil · f7 negres peó · h7 negres peó · b6 negres alfil · f6 blanques peó · c3 blanques peó · f3 negres dama · a2 blanques peó · f2 blanques peó · g2 blanques peó · h2 blanques peó · d1 blanques torre · g1 blanques rei | b8 negres torre · f8 negres rei · g8 negres torre · a7 negres peó · b7 negres alfil · c7 negres peó · d7 blanques alfil · e7 blanques alfil · f7 negres peó · h7 negres peó · b6 negres alfil · f6 blanques peó · c3 blanques peó · f3 negres dama · a2 blanques peó · f2 blanques peó · g2 blanques peó · h2 blanques peó · d1 blanques torre · g1 blanques rei | b8 negres torre · f8 negres rei · g8 negres torre · a7 negres peó · b7 negres alfil · c7 negres peó · d7 blanques alfil · e7 blanques alfil · f7 negres peó · h7 negres peó · b6 negres alfil · f6 blanques peó · c3 blanques peó · f3 negres dama · a2 blanques peó · f2 blanques peó · g2 blanques peó · h2 blanques peó · d1 blanques torre · g1 blanques rei | 5 |
| 4 | b8 negres torre · f8 negres rei · g8 negres torre · a7 negres peó · b7 negres alfil · c7 negres peó · d7 blanques alfil · e7 blanques alfil · f7 negres peó · h7 negres peó · b6 negres alfil · f6 blanques peó · c3 blanques peó · f3 negres dama · a2 blanques peó · f2 blanques peó · g2 blanques peó · h2 blanques peó · d1 blanques torre · g1 blanques rei | b8 negres torre · f8 negres rei · g8 negres torre · a7 negres peó · b7 negres alfil · c7 negres peó · d7 blanques alfil · e7 blanques alfil · f7 negres peó · h7 negres peó · b6 negres alfil · f6 blanques peó · c3 blanques peó · f3 negres dama · a2 blanques peó · f2 blanques peó · g2 blanques peó · h2 blanques peó · d1 blanques torre · g1 blanques rei | b8 negres torre · f8 negres rei · g8 negres torre · a7 negres peó · b7 negres alfil · c7 negres peó · d7 blanques alfil · e7 blanques alfil · f7 negres peó · h7 negres peó · b6 negres alfil · f6 blanques peó · c3 blanques peó · f3 negres dama · a2 blanques peó · f2 blanques peó · g2 blanques peó · h2 blanques peó · d1 blanques torre · g1 blanques rei | b8 negres torre · f8 negres rei · g8 negres torre · a7 negres peó · b7 negres alfil · c7 negres peó · d7 blanques alfil · e7 blanques alfil · f7 negres peó · h7 negres peó · b6 negres alfil · f6 blanques peó · c3 blanques peó · f3 negres dama · a2 blanques peó · f2 blanques peó · g2 blanques peó · h2 blanques peó · d1 blanques torre · g1 blanques rei | b8 negres torre · f8 negres rei · g8 negres torre · a7 negres peó · b7 negres alfil · c7 negres peó · d7 blanques alfil · e7 blanques alfil · f7 negres peó · h7 negres peó · b6 negres alfil · f6 blanques peó · c3 blanques peó · f3 negres dama · a2 blanques peó · f2 blanques peó · g2 blanques peó · h2 blanques peó · d1 blanques torre · g1 blanques rei | b8 negres torre · f8 negres rei · g8 negres torre · a7 negres peó · b7 negres alfil · c7 negres peó · d7 blanques alfil · e7 blanques alfil · f7 negres peó · h7 negres peó · b6 negres alfil · f6 blanques peó · c3 blanques peó · f3 negres dama · a2 blanques peó · f2 blanques peó · g2 blanques peó · h2 blanques peó · d1 blanques torre · g1 blanques rei | b8 negres torre · f8 negres rei · g8 negres torre · a7 negres peó · b7 negres alfil · c7 negres peó · d7 blanques alfil · e7 blanques alfil · f7 negres peó · h7 negres peó · b6 negres alfil · f6 blanques peó · c3 blanques peó · f3 negres dama · a2 blanques peó · f2 blanques peó · g2 blanques peó · h2 blanques peó · d1 blanques torre · g1 blanques rei | b8 negres torre · f8 negres rei · g8 negres torre · a7 negres peó · b7 negres alfil · c7 negres peó · d7 blanques alfil · e7 blanques alfil · f7 negres peó · h7 negres peó · b6 negres alfil · f6 blanques peó · c3 blanques peó · f3 negres dama · a2 blanques peó · f2 blanques peó · g2 blanques peó · h2 blanques peó · d1 blanques torre · g1 blanques rei | 4 |
| 3 | b8 negres torre · f8 negres rei · g8 negres torre · a7 negres peó · b7 negres alfil · c7 negres peó · d7 blanques alfil · e7 blanques alfil · f7 negres peó · h7 negres peó · b6 negres alfil · f6 blanques peó · c3 blanques peó · f3 negres dama · a2 blanques peó · f2 blanques peó · g2 blanques peó · h2 blanques peó · d1 blanques torre · g1 blanques rei | b8 negres torre · f8 negres rei · g8 negres torre · a7 negres peó · b7 negres alfil · c7 negres peó · d7 blanques alfil · e7 blanques alfil · f7 negres peó · h7 negres peó · b6 negres alfil · f6 blanques peó · c3 blanques peó · f3 negres dama · a2 blanques peó · f2 blanques peó · g2 blanques peó · h2 blanques peó · d1 blanques torre · g1 blanques rei | b8 negres torre · f8 negres rei · g8 negres torre · a7 negres peó · b7 negres alfil · c7 negres peó · d7 blanques alfil · e7 blanques alfil · f7 negres peó · h7 negres peó · b6 negres alfil · f6 blanques peó · c3 blanques peó · f3 negres dama · a2 blanques peó · f2 blanques peó · g2 blanques peó · h2 blanques peó · d1 blanques torre · g1 blanques rei | b8 negres torre · f8 negres rei · g8 negres torre · a7 negres peó · b7 negres alfil · c7 negres peó · d7 blanques alfil · e7 blanques alfil · f7 negres peó · h7 negres peó · b6 negres alfil · f6 blanques peó · c3 blanques peó · f3 negres dama · a2 blanques peó · f2 blanques peó · g2 blanques peó · h2 blanques peó · d1 blanques torre · g1 blanques rei | b8 negres torre · f8 negres rei · g8 negres torre · a7 negres peó · b7 negres alfil · c7 negres peó · d7 blanques alfil · e7 blanques alfil · f7 negres peó · h7 negres peó · b6 negres alfil · f6 blanques peó · c3 blanques peó · f3 negres dama · a2 blanques peó · f2 blanques peó · g2 blanques peó · h2 blanques peó · d1 blanques torre · g1 blanques rei | b8 negres torre · f8 negres rei · g8 negres torre · a7 negres peó · b7 negres alfil · c7 negres peó · d7 blanques alfil · e7 blanques alfil · f7 negres peó · h7 negres peó · b6 negres alfil · f6 blanques peó · c3 blanques peó · f3 negres dama · a2 blanques peó · f2 blanques peó · g2 blanques peó · h2 blanques peó · d1 blanques torre · g1 blanques rei | b8 negres torre · f8 negres rei · g8 negres torre · a7 negres peó · b7 negres alfil · c7 negres peó · d7 blanques alfil · e7 blanques alfil · f7 negres peó · h7 negres peó · b6 negres alfil · f6 blanques peó · c3 blanques peó · f3 negres dama · a2 blanques peó · f2 blanques peó · g2 blanques peó · h2 blanques peó · d1 blanques torre · g1 blanques rei | b8 negres torre · f8 negres rei · g8 negres torre · a7 negres peó · b7 negres alfil · c7 negres peó · d7 blanques alfil · e7 blanques alfil · f7 negres peó · h7 negres peó · b6 negres alfil · f6 blanques peó · c3 blanques peó · f3 negres dama · a2 blanques peó · f2 blanques peó · g2 blanques peó · h2 blanques peó · d1 blanques torre · g1 blanques rei | 3 |
| 2 | b8 negres torre · f8 negres rei · g8 negres torre · a7 negres peó · b7 negres alfil · c7 negres peó · d7 blanques alfil · e7 blanques alfil · f7 negres peó · h7 negres peó · b6 negres alfil · f6 blanques peó · c3 blanques peó · f3 negres dama · a2 blanques peó · f2 blanques peó · g2 blanques peó · h2 blanques peó · d1 blanques torre · g1 blanques rei | b8 negres torre · f8 negres rei · g8 negres torre · a7 negres peó · b7 negres alfil · c7 negres peó · d7 blanques alfil · e7 blanques alfil · f7 negres peó · h7 negres peó · b6 negres alfil · f6 blanques peó · c3 blanques peó · f3 negres dama · a2 blanques peó · f2 blanques peó · g2 blanques peó · h2 blanques peó · d1 blanques torre · g1 blanques rei | b8 negres torre · f8 negres rei · g8 negres torre · a7 negres peó · b7 negres alfil · c7 negres peó · d7 blanques alfil · e7 blanques alfil · f7 negres peó · h7 negres peó · b6 negres alfil · f6 blanques peó · c3 blanques peó · f3 negres dama · a2 blanques peó · f2 blanques peó · g2 blanques peó · h2 blanques peó · d1 blanques torre · g1 blanques rei | b8 negres torre · f8 negres rei · g8 negres torre · a7 negres peó · b7 negres alfil · c7 negres peó · d7 blanques alfil · e7 blanques alfil · f7 negres peó · h7 negres peó · b6 negres alfil · f6 blanques peó · c3 blanques peó · f3 negres dama · a2 blanques peó · f2 blanques peó · g2 blanques peó · h2 blanques peó · d1 blanques torre · g1 blanques rei | b8 negres torre · f8 negres rei · g8 negres torre · a7 negres peó · b7 negres alfil · c7 negres peó · d7 blanques alfil · e7 blanques alfil · f7 negres peó · h7 negres peó · b6 negres alfil · f6 blanques peó · c3 blanques peó · f3 negres dama · a2 blanques peó · f2 blanques peó · g2 blanques peó · h2 blanques peó · d1 blanques torre · g1 blanques rei | b8 negres torre · f8 negres rei · g8 negres torre · a7 negres peó · b7 negres alfil · c7 negres peó · d7 blanques alfil · e7 blanques alfil · f7 negres peó · h7 negres peó · b6 negres alfil · f6 blanques peó · c3 blanques peó · f3 negres dama · a2 blanques peó · f2 blanques peó · g2 blanques peó · h2 blanques peó · d1 blanques torre · g1 blanques rei | b8 negres torre · f8 negres rei · g8 negres torre · a7 negres peó · b7 negres alfil · c7 negres peó · d7 blanques alfil · e7 blanques alfil · f7 negres peó · h7 negres peó · b6 negres alfil · f6 blanques peó · c3 blanques peó · f3 negres dama · a2 blanques peó · f2 blanques peó · g2 blanques peó · h2 blanques peó · d1 blanques torre · g1 blanques rei | b8 negres torre · f8 negres rei · g8 negres torre · a7 negres peó · b7 negres alfil · c7 negres peó · d7 blanques alfil · e7 blanques alfil · f7 negres peó · h7 negres peó · b6 negres alfil · f6 blanques peó · c3 blanques peó · f3 negres dama · a2 blanques peó · f2 blanques peó · g2 blanques peó · h2 blanques peó · d1 blanques torre · g1 blanques rei | 2 |
| 1 | b8 negres torre · f8 negres rei · g8 negres torre · a7 negres peó · b7 negres alfil · c7 negres peó · d7 blanques alfil · e7 blanques alfil · f7 negres peó · h7 negres peó · b6 negres alfil · f6 blanques peó · c3 blanques peó · f3 negres dama · a2 blanques peó · f2 blanques peó · g2 blanques peó · h2 blanques peó · d1 blanques torre · g1 blanques rei | b8 negres torre · f8 negres rei · g8 negres torre · a7 negres peó · b7 negres alfil · c7 negres peó · d7 blanques alfil · e7 blanques alfil · f7 negres peó · h7 negres peó · b6 negres alfil · f6 blanques peó · c3 blanques peó · f3 negres dama · a2 blanques peó · f2 blanques peó · g2 blanques peó · h2 blanques peó · d1 blanques torre · g1 blanques rei | b8 negres torre · f8 negres rei · g8 negres torre · a7 negres peó · b7 negres alfil · c7 negres peó · d7 blanques alfil · e7 blanques alfil · f7 negres peó · h7 negres peó · b6 negres alfil · f6 blanques peó · c3 blanques peó · f3 negres dama · a2 blanques peó · f2 blanques peó · g2 blanques peó · h2 blanques peó · d1 blanques torre · g1 blanques rei | b8 negres torre · f8 negres rei · g8 negres torre · a7 negres peó · b7 negres alfil · c7 negres peó · d7 blanques alfil · e7 blanques alfil · f7 negres peó · h7 negres peó · b6 negres alfil · f6 blanques peó · c3 blanques peó · f3 negres dama · a2 blanques peó · f2 blanques peó · g2 blanques peó · h2 blanques peó · d1 blanques torre · g1 blanques rei | b8 negres torre · f8 negres rei · g8 negres torre · a7 negres peó · b7 negres alfil · c7 negres peó · d7 blanques alfil · e7 blanques alfil · f7 negres peó · h7 negres peó · b6 negres alfil · f6 blanques peó · c3 blanques peó · f3 negres dama · a2 blanques peó · f2 blanques peó · g2 blanques peó · h2 blanques peó · d1 blanques torre · g1 blanques rei | b8 negres torre · f8 negres rei · g8 negres torre · a7 negres peó · b7 negres alfil · c7 negres peó · d7 blanques alfil · e7 blanques alfil · f7 negres peó · h7 negres peó · b6 negres alfil · f6 blanques peó · c3 blanques peó · f3 negres dama · a2 blanques peó · f2 blanques peó · g2 blanques peó · h2 blanques peó · d1 blanques torre · g1 blanques rei | b8 negres torre · f8 negres rei · g8 negres torre · a7 negres peó · b7 negres alfil · c7 negres peó · d7 blanques alfil · e7 blanques alfil · f7 negres peó · h7 negres peó · b6 negres alfil · f6 blanques peó · c3 blanques peó · f3 negres dama · a2 blanques peó · f2 blanques peó · g2 blanques peó · h2 blanques peó · d1 blanques torre · g1 blanques rei | b8 negres torre · f8 negres rei · g8 negres torre · a7 negres peó · b7 negres alfil · c7 negres peó · d7 blanques alfil · e7 blanques alfil · f7 negres peó · h7 negres peó · b6 negres alfil · f6 blanques peó · c3 blanques peó · f3 negres dama · a2 blanques peó · f2 blanques peó · g2 blanques peó · h2 blanques peó · d1 blanques torre · g1 blanques rei | 1 |
|   | a | b | c | d | e | f | g | h |   |

Un mat pur és una posició d'escac i mat en escacs en la qual el rei que rep el mat, així com totes les caselles buides que tingui a tocar són atacades un sol cop, i les caselles adjacents ocupades per peces del mateix bàndol que el rei no són atacades (a menys que alguna d'aquestes unitats estigui necessàriament clavada per evitar que es pugui interposar en el xec, o capturar la peça que fa el mat).
Un mat d'aquesta mena va ocórrer a la partida Sempreviva disputada entre Adolf Anderssen i Jean Dufresne a Berlín el 1852; la posició final es mostra al diagrama de la dreta. El rei negre és atacat només per l'alfil d'e7; les caselles e7 i g7 són atacades només pel peó de f6; la casella e8 és atacada només per l'alfil de d7; i la torre de g8 i el peó de f7 que impedeixen que el rei negre s'escapi, no estan atacats per les peces blanques.
El mat put té un interès només incidental en el joc pràctic, però en canvi que és considerat sovint com un valor afegit en el camp dels problemes d'escacs.
Si totes les peces del bàndol guanyador, amb la possible excepció del rei i els peons, participen en un mat pur, llavors hom parla d'un mat modèlic; si totes les peces d'ambdós colors estan implicades en un mat pur, llavors es tracta d'un mat ideal.